# Nehon
Nehon (ook wel Nuhon genoemd) is een census town in het district Rupnagar van de Indiase staat Punjab. 

## Demografie
Volgens de Indiase volkstelling van 2001 wonen er 10158 mensen in Nehon, waarvan 56% mannelijk en 44% vrouwelijk is. De plaats heeft een alfabetiseringsgraad van 79%. 